# Hemingford Abbots
Hemingford Abbots är en ort och civil parish i Storbritannien.   Den ligger i distriktet Huntingdonshire i grevskapet Cambridgeshire i riksdelen England, i den sydöstra delen av landet, 90 km norr om huvudstaden London. Hemingford Abbots ligger 13 meter över havet och antalet invånare är 584.
Terrängen runt Hemingford Abbots är platt. Runt Hemingford Abbots är det ganska tätbefolkat, med 149 invånare per kvadratkilometer. Närmaste större samhälle är Huntingdon, 4,6 km väster om Hemingford Abbots. Trakten runt Hemingford Abbots består till största delen av jordbruksmark.